# 3-я бригада морской пехоты Балтийского флота
3-я отдельная морская Печенгская Краснознамённая бригада (на окончание войны 3-я отдельная горнострелковая Печенгская Краснознамённая ордена Богдана Хмельницкого бригада) — воинское соединение Вооруженных Сил СССР в Великой Отечественной войне.

## История

### Формирование
Бригада сформирована в составе Краснознамённого Балтийского флота в июле 1941 года.
Из приказа 18 июля о формировании 3-й и 4-й бригады:
«О сформировании морских бригад № 3 и 4.
Во исполнении распоряжения Военного Совета Главного командования Северо- Западного Направления о создании 3 и 4 морских бригад приказываю.
3-ю морскую бригаду сформировать из воинских частей, базирующихся на Кронштадт, Петергоф и Ораниенбаум, под командованием полковника Рослова.
4-ю морскую бригаду сформировать из воинских морских частей, базирующихся на г. Ленинград под командованием генерал-майора Ненашева.
Формирование 3-й морской бригады возложить на командира КВМБ (Кронштадская Военно-морская база — прим. автора)контр-адмирала Иванова, 4-й морской бригады на командующего МОРЛиОР (Морская оборона Ленинграда и Озерного района — прим. автора) контр-адмирала Челпанова.
Формирование и вооружение произвести применительно к штату № 05/911 для морских бригад.
Формирование 1,2 и 3 батальонов 3-й бригады и 1,2 батальонов 4-й бригады закончить 19 июля 1941 г.
Формирование 4, 5 батальонов 3-й бригады закончить 24 июля 1941 г.
Формирование 3,4 батальонов 4-й бригады закончить 22 июля 1941 г.
4-й батальон 3-й бригады формировался командиром УО КБФ из рядового и младшего нач состава Кронштадтского флотского экипажа и отряда ВСНК (отряд Вновь строящихся надводных кораблей — прим. автора). Недостающий личный состав пополнить из УО КБФ.
5-й батальон из Запасного полка БО и Кронштадтского флотского экипажа».

### Боевые действия
22 июля 1941 года бригада, в составе Олонецкой группировки сосредоточилась на берегу реки Видлица. Первый бой подразделения бригады приняли в этот же день у населённого пункта Погранкондуши.
23 июля 1941 года бригада перешла в контрнаступление, форсировав Видлицу, отбросила финские войска на 5-8 километров, но была вынуждена отступить на рубеж реки Тулокса.
22 августа 1941 года бригада находилась на рубеже Торосозеро — Сармяги, где подразделениями бригады были отбиты атаки финских войск.
4 сентября 1941 года бригада была окружена и прижата к Ладожскому озеру, была оттуда вывезена кораблями Ладожской военной флотилии в район мыса Чёрный и устья реки Свирь. (исключая 4-й батальон бригады, который уничтожив технику — 5 бронемашин, пробился к своим войскам к станции Токари лесами).
В сентябре 1941 года обороняет, находясь в железобетонных укреплениях Свирского укреплённого района в районе Подпорожья, строящуюся плотину ГЭС, обеспечивая переправу через реку отступавших частей Олонецкой группировки, и по приказу оставила дамбу.
С конца сентября 1941 года участвует в боях находясь на плацдарме в районе устья на северном берегу Свири, и занимала этот плацдарм до начала Свирско-Петрозаводской наступательной операции.
В ходе Свирско-Петрозаводской наступательной операции бригада, выйдя на кораблях Ладожской военной флотилии из Свирицы в 14.00 24 июня 1944 года высадилась в междуречье Тулоксы и Видлицы составляя второй эшелон Тулоксинского десанта. (1-й эшелон составляла 70-я морская стрелковая бригада).
27 июня 1944 года части бригады после встречной атаки соединились с частями 114-й стрелковой дивизии, наступавшей со стороны Олонца и стала наступать в сторону Питкяранты, с ходу форсировала реку Видлица и после ожесточённых боёв полностью освободила посёлок Устье-Видлица.
5 августа 1944 года переброшена в район Суоярви и вела там бои до окончания боевых действий с Финляндией 5 сентября 1944 года.
Затем бригада принимала участие в Петсамо-Киркенесской операции.
В январе 1945 года бригада переименована в отдельную морскую стрелковую бригаду и вскоре переформирована в горнострелковую.
В марте 1945 года приняла участие в Моравско-Остравской наступательной операции.
Закончила войну участием в Пражской операции.
По приказу ВГК от 23 июля 1945 года бригада была расформирована, личный состав (оставшийся после увольнения в запас старших возрастов) и вооружение были переданы для доукомплектования в 126-й лёгкий горнострелковый корпус и 72-ю отдельную горнострелковую бригаду, которые до августа 1945 года дислоцировались в Прикарпатье и участвовали в боях с бандеровцами, а в августе 1945 года были переведены на Сахалин, Чукотку (Анадырь) и Камчатку, где частично участвовали в окончании боёв с японской армией.

## Подчинение
| Дата            | Фронт (округ)        | Армия                 | Корпус (группа)                     | Примечания |
| --------------- | -------------------- | --------------------- | ----------------------------------- | ---------- |
| 01.08.1941 года |                      | 7-я армия             |                                     |            |
| 01.09.1941 года |                      | 7-я армия             |                                     |            |
| 01.10.1941 года |                      | 7-я армия             |                                     |            |
| 01.11.1941 года |                      | 7-я армия             |                                     |            |
| 01.12.1941 года |                      | 7-я армия             | -                                   |            |
| 01.01.1942 года |                      | 7-я армия             |                                     |            |
| 01.02.1942 года |                      | 7-я армия             |                                     |            |
| 01.03.1942 года |                      | 7-я армия             |                                     |            |
| 01.04.1942 года | -                    | 7-я армия             |                                     |            |
| 01.05.1942 года | -                    | 7-я армия             |                                     |            |
| 01.06.1942 года | -                    | 7-я армия             |                                     |            |
| 01.07.1942 года | -                    | 7-я армия             |                                     |            |
| 01.08.1942 года | -                    | 7-я армия             |                                     |            |
| 01.09.1942 года | -                    | 7-я армия             |                                     |            |
| 01.10.1942 года | -                    | 7-я армия             |                                     |            |
| 01.11.1942 года | -                    | 7-я армия             |                                     |            |
| 01.12.1942 года | -                    | 7-я армия             |                                     |            |
| 01.01.1943 года | -                    | 7-я армия             |                                     |            |
| 01.02.1943 года | -                    | 7-я армия             |                                     |            |
| 01.03.1943 года | -                    | 7-я армия             |                                     |            |
| 01.04.1943 года | -                    | 7-я армия             |                                     |            |
| 01.05.1943 года | -                    | 7-я армия             |                                     |            |
| 01.06.1943 года | -                    | 7-я армия             |                                     |            |
| 01.07.1943 года | -                    | 7-я армия             |                                     |            |
| 01.08.1943 года | -                    | 7-я армия             |                                     |            |
| 01.09.1943 года | -                    | 7-я армия             |                                     |            |
| 01.10.1943 года | -                    | 7-я армия             |                                     |            |
| 01.11.1943 года | -                    | 7-я армия             |                                     |            |
| 01.12.1943 года | -                    | 7-я армия             |                                     |            |
| 01.01.1944 года | -                    | 7-я армия             |                                     |            |
| 01.02.1944 года | -                    | 7-я армия             |                                     |            |
| 01.03.1944 года | Карельский фронт     | 7-я армия             |                                     |            |
| 01.04.1944 года | Карельский фронт     | 7-я армия             |                                     |            |
| 01.05.1944 года | Карельский фронт     | 7-я армия             |                                     |            |
| 01.06.1944 года | Карельский фронт     | 7-я армия             |                                     |            |
| 01.07.1944 года | Карельский фронт     | 7-я армия             | 4-й стрелковый корпус               |            |
| 01.08.1944 года | Карельский фронт     | 32-я армия            |                                     |            |
| 01.09.1944 года | Карельский фронт     | 32-я армия            |                                     |            |
| 01.10.1944 года | Карельский фронт     | 14-я армия            | 127-й лёгкий горнострелковый корпус |            |
| 01.11.1944 года | Карельский фронт     | 14-я армия            | 126-й лёгкий горнострелковый корпус |            |
| 01.12.1944 года | Резерв Ставки ВГК    | 19-я армия            | 127-й лёгкий горнострелковый корпус |            |
| 01.01.1945 года | Резерв Ставки ВГК    | 19-я армия            | 127-й лёгкий горнострелковый корпус |            |
| 01.02.1945 года | Резерв Ставки ВГК    |                       | 127-й лёгкий горнострелковый корпус |            |
| 01.03.1945 года | 4-й Украинский фронт | 38-я армия            | 127-й лёгкий горнострелковый корпус |            |
| 01.04.1945 года | 4-й Украинский фронт | 38-я армия            | 127-й лёгкий горнострелковый корпус |            |
| 01.05.1945 года | 4-й Украинский фронт | 1-я гвардейская армия | 127-й лёгкий горнострелковый корпус |            |

## Состав
- 3 отдельных стрелковых батальона;
- отдельный артиллерийский дивизион полковых пушек
- отдельный противотанковый батальон
- отдельный миномётный дивизион
- отдельная рота автоматчиков
- разведывательная рота
- рота противотанковых ружей
- взвод ПВО
- отдельный батальон связи
- сапёрная рота
- автомобильная рота
- медико-санитарная рота.

## Командиры
- Рослов, Александр Петрович, (в июле 1941 г.) полковник
- Гудимов, Семён Алексеевич инженер-капитан 1-го ранга, с ??. по 24.07.1944
- Каверин, Алексей Григорьевич, (с 25.07.1944 по 03.05.1945) полковник.

## Награды и наименования
| Награда (наименование)                | Дата награждения                                                         | За что получена |
| ------------------------------------- | ------------------------------------------------------------------------ | --- |
| Орден Красного Знамени                | Указ Президиума Верховного Совета СССР от 2 июля 1944 года               | За образцовое выполнение заданий командования в боях с немецко-финскимизахватчиками при форсировании реки Свирь, прорыве сильно укреплённой обороны противника и проявленные при этом доблесть и мужество. |
| Почётное наименование «Печенгская»    | Приказ Верховного Главнокомандующего СССР № 0354 от 31 октября 1944 года | За отличие в боях при овладении городом Петсамо (Печенга). |
| Орден Богдана Хмельницкого II степени | Указ Президиума Верховного Совета СССР от 28 мая 1945 года               | За образцовое выполнение заданий командования в боях с немецкими захватчиками при овладении городами Моравская Острава, Жилина и проявленные при этом доблесть и мужество.                                 |

## Герои Советского Союза
- Логинов, Сергей Дмитриевич, капитан, командир роты 4-го отдельного стрелкового батальона.